# Hardy Frenger
Hardy bzw. Hardi Frenger, eigentlich Eberhard Frenger (* 1922), ist ein ehemaliger deutscher Turner und Turntrainer.

## Leben
Frenger, der aus Köln stammte und Dreher war, studierte bis 1949 an der Deutschen Sporthochschule in Köln.
Frenger nahm als Angehöriger der Kriegsmarine an den Deutschen Turnmeisterschaften 1943 teil und gehörte ab 1946 der Deutschlandriege an. Zusammen mit Helmut Bantz nahm er als Turner des Langenfelder TV an den Olympischen Sommerspielen 1952 in Helsinki teil. 1953 wurde die Kunstturnriege mit Bantz, Frenger, Beuth, Kotthaus, Apel, Koch und Werner Beckmann deutscher Mannschaftsmeister. Im Mai 1955 turnte er mit der deutschen Nationalmannschaft gegen die Schweiz.
1958 wurde er Trainer der deutschen Turnnationalmannschaft. Später lehrte er Turnen an der Albert-Ludwigs-Universität Freiburg.
2003 gehörte Frenger zu den Erstunterzeichnern des Friedensappells der Sportler „Stop the War!“ der unter Federführung von Täve Schur, Gunhild Hoffmeister und  Klaus Köste ins Leben gerufenen „Initiative für den Frieden“.

## Publikationen
Schriften:
- Die Kern- und Grundübungen des Seitpferdturnens. Hochschulschrift, DSHS, Köln 1949.[11]
- mit Dieter Peper: Minitrampolin. Voraussetzungen, methodische Wege, Übungsmöglichkeiten. [aus der Schriftenreihe Sicherheit im Schulsport] BAGUV, Offenbach/Main 1977. [3., überarb. Aufl. München 1988]
- mit Dieter Peper: Springen mit dem Minitrampolin. [aus der Schriftenreihe Sicherheit im Schulsport] BAGUV, München 1994. [Neuaufl. BUK, München 2007][12]

Lehrfilme:
- Mini-Trampolin. Wege zum sicheren Springen. Sallwey, Frankfurt/M. 1980. (VHS; 16 Min.; Buch: Hardi Frengen)
- Das Springen mit dem Minitrampolin. BAGUV, München 1991 [2. Aufl.]. (Videokass./Film; 20 Min; Mitarbeit zusammen mit Dieter Pepper und Ludwig Schweizer)